# Seminario maggiore arcivescovile di Firenze
Il seminario maggiore arcivescovile di Firenze si trova in Piazza di Cestello nel quartiere di Oltrarno.

## Storia

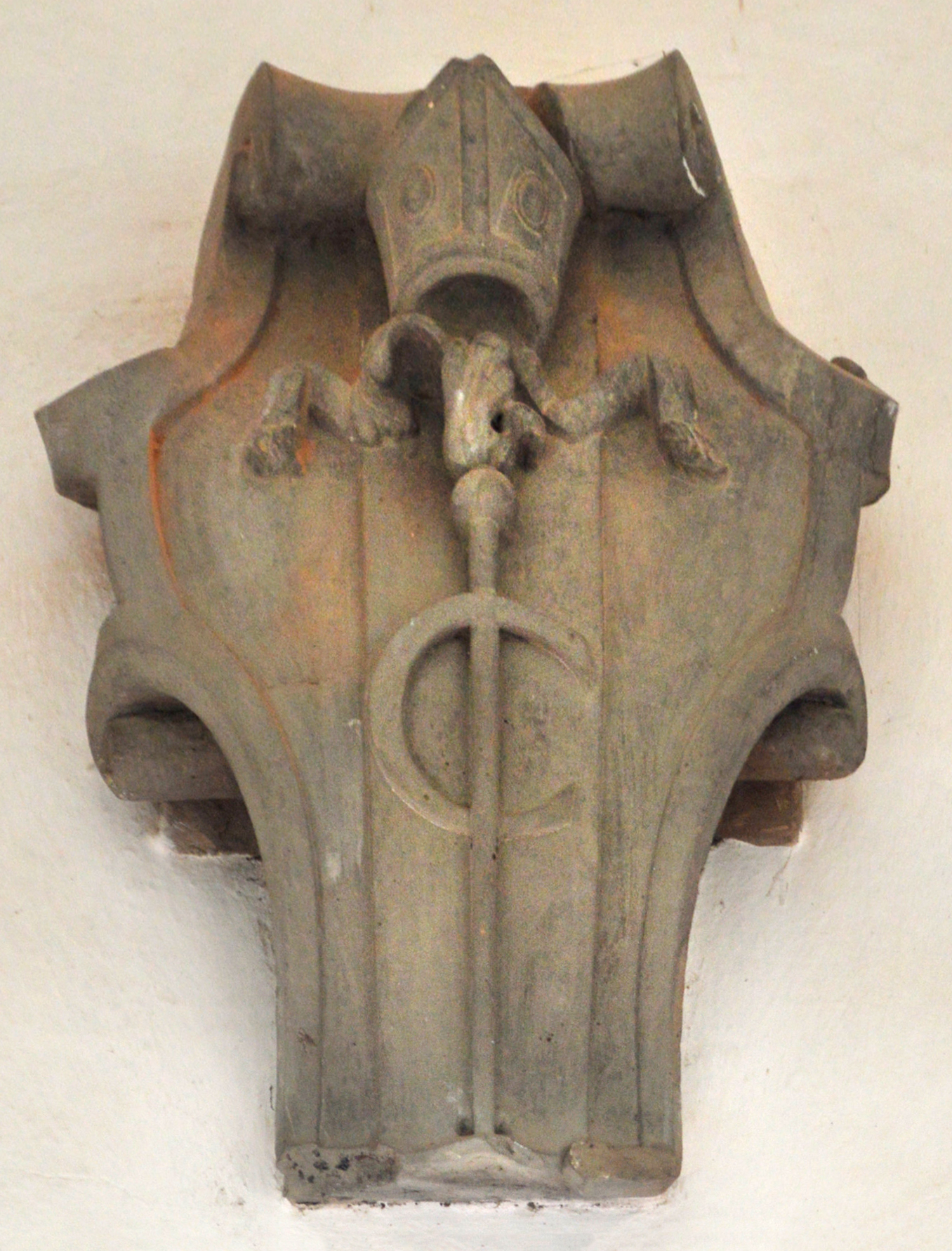
Stemma dell'antico monastero di Cestello

Il seminario maggiore arcivescovile fiorentino fu fondato il 4 novembre 1712 dall'arcivescovo Tommaso Bonaventura della Gherardesca ed ebbe la sua prima sede in via de' Cerretani, dove rimase fino al 1784. La sede attuale annessa alla chiesa di San Frediano in Cestello originariamente ospitava il monastero di Santa Maria degli Angioli (anche detto di Santa Maria del Popolo), con una comunità di monache carmelitane; ne fece parte anche santa Maria Maddalena de' Pazzi. I locali furono risistemati nel 1628 da Gherardo Silvani in occasione del passaggio della struttura all'ordine cistercense. Soppresso il monastero nel 1782, il Cestello divenne due anni dopo la sede del seminario diocesano per volere dell'arcivescovo Antonio Martini.

## Descrizione
All'interno del complesso religioso vi sono due chiostri e l'ex refettorio (ora aula magna) con un grande affresco di Bernardino Poccetti raffigurante la Cena di Gesù dopo il digiuno nel deserto.
Al pian terreno il corridoio maggiore è coperto da volta e risale all'epoca del Silvani, come anche le sale a questo piano, il refettorio, le celle dei religiosi e i due chiostri.
Il chiostro più grande, di San Bernardo, deve il suo nome alla statua di San Bernardo di Chiaravalle che calpesta il demonio di Giuseppe Piamontini (1702), posta al centro;  è di forma rettangolare con cinque arcate a tutto sesto sui lati corti e sei su quelli lunghi, poggianti su colonne con capitelli ionici. Sui peducci sono inseriti stemmi degli abati, presenti anche nel refettorio. Al di sopra della cornice marcapiano, una serie di finestre architravate si affaccia sul chiostro.

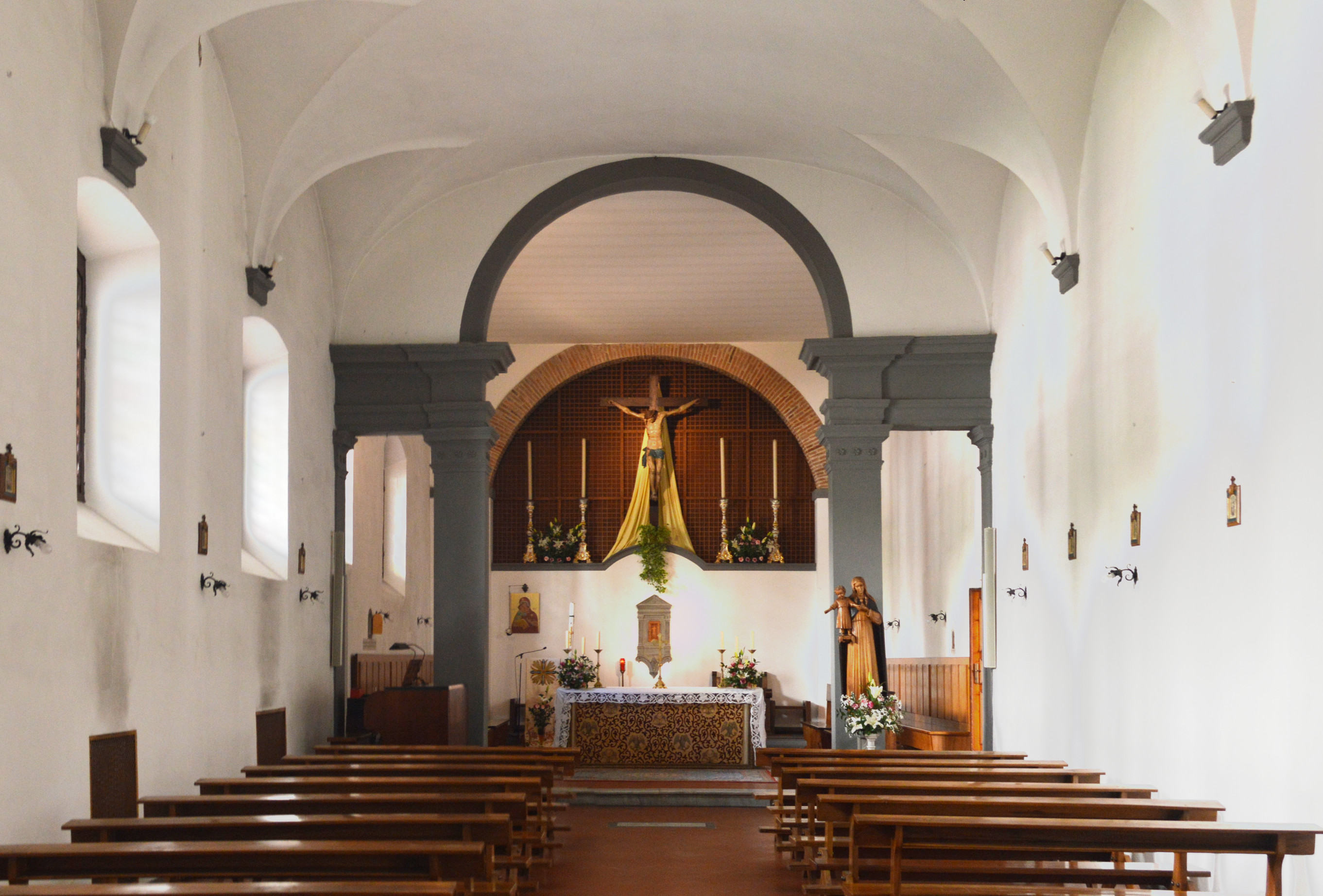
Interno della cappella maggiore

Il secondo chiostro, con al centro la statua di Santa Maria Maddalena de' Pazzi di Antonio Montauti (1726), presenta pure il portico su quattro lati, con cinque arcate per lato, colonne doriche e volte a crociera. Tra gli affreschi che decorano le pareti del portico, uno proviene da un antico tabernacolo sul ponte alla Carraia.
Tra i due chiostri, al pianterreno, si sviluppa la cappella maggiore; questa è a navata unica, coperta con volta a botte lunettata e illuminata da finestre rettangolari che si aprono lungo la parete di sinistra. L'aula è separata dal presbiterio tramite una serliana in pietra serena, poggiante su pilastri quadrangolari; la parete di fondo ospita un crocifisso ligneo scolpito e, entro una nicchia, l'organo a canne Mascioni opus 843. Al di sotto della cappella maggiore vi è la cripta, ove trovano luogo il pozzo e il lavatoio usati da santa Maria Maddelena de' Pazzi, la cui cella, situata al primo piano, è anch'essa adibita a cappella.

## Biblioteca
Dal 1782 è presente una raccolta libraria storica con 20.000 edizioni a stampa provenienti da tutta Europa e costitutive di una vera e propria biblioteca universale: tutte le discipline, sia umanistiche sia scientifiche e ovviamente teologiche, vi sono rappresentate. Nella biblioteca sono conservati il celebre Codice Rustici (1448) e altri 34 codici medievali.

## Galleria d'immagini

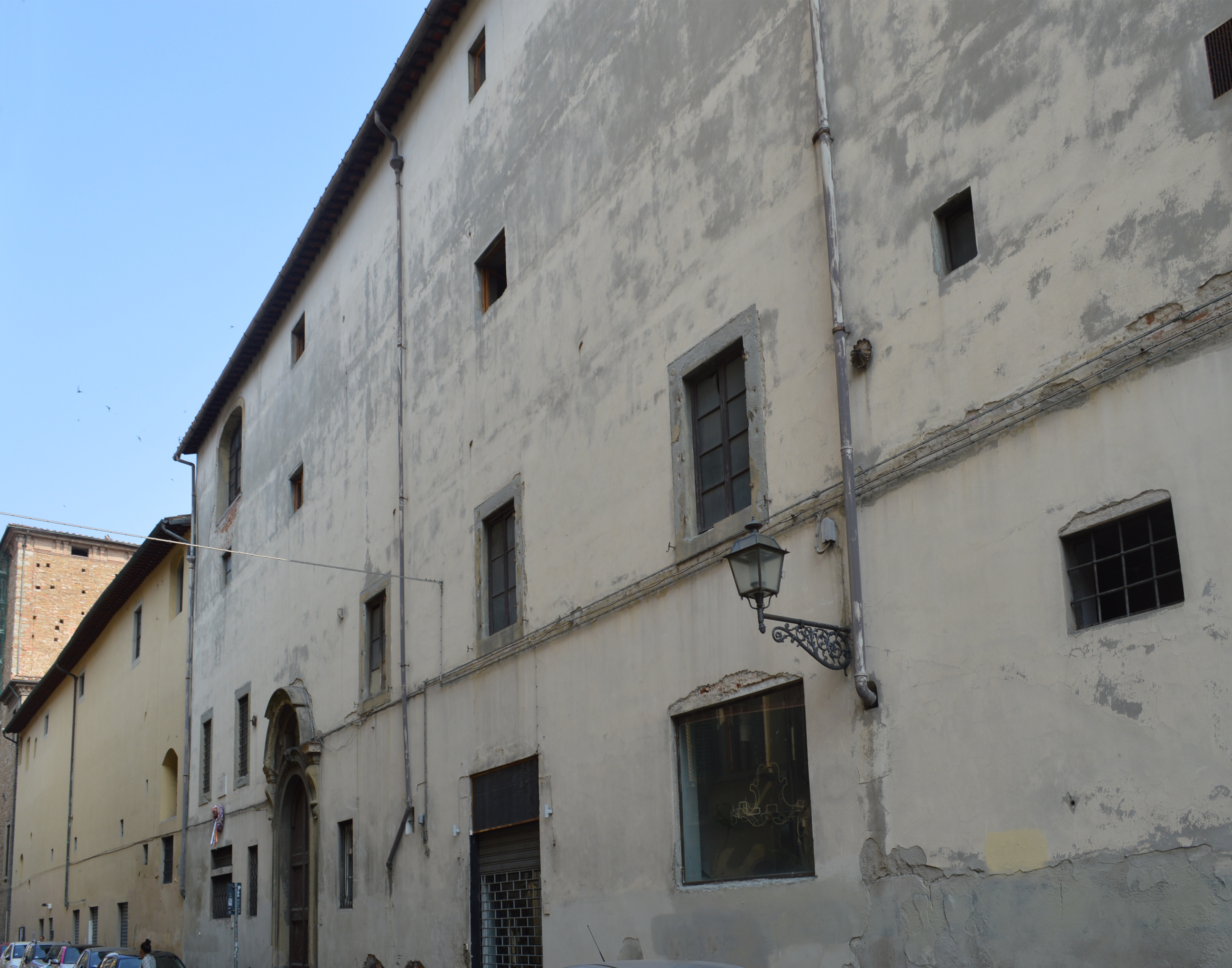
Facciata su borgo San Frediano
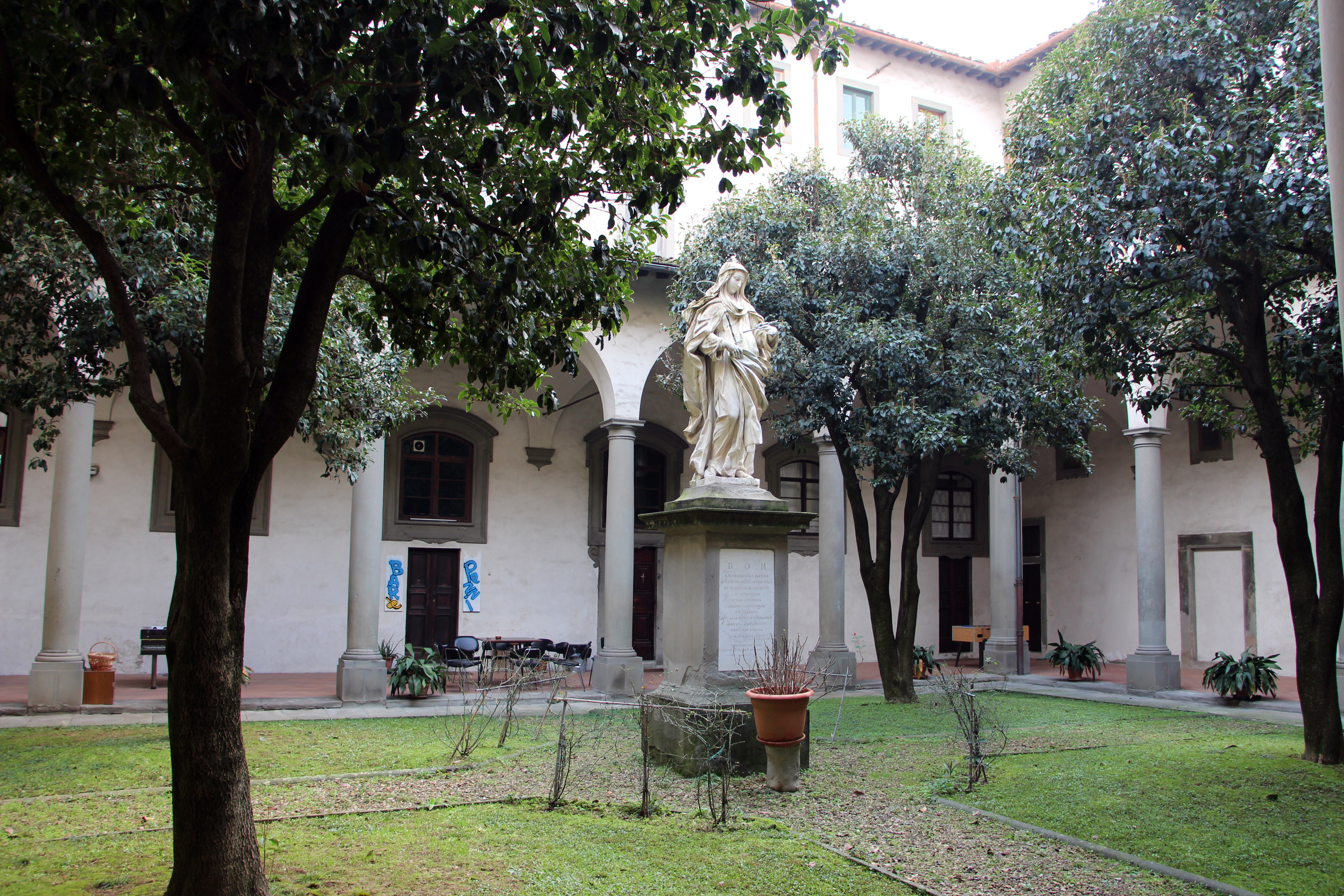
Chiostro di Santa Maria Maddalena de' Pazzi
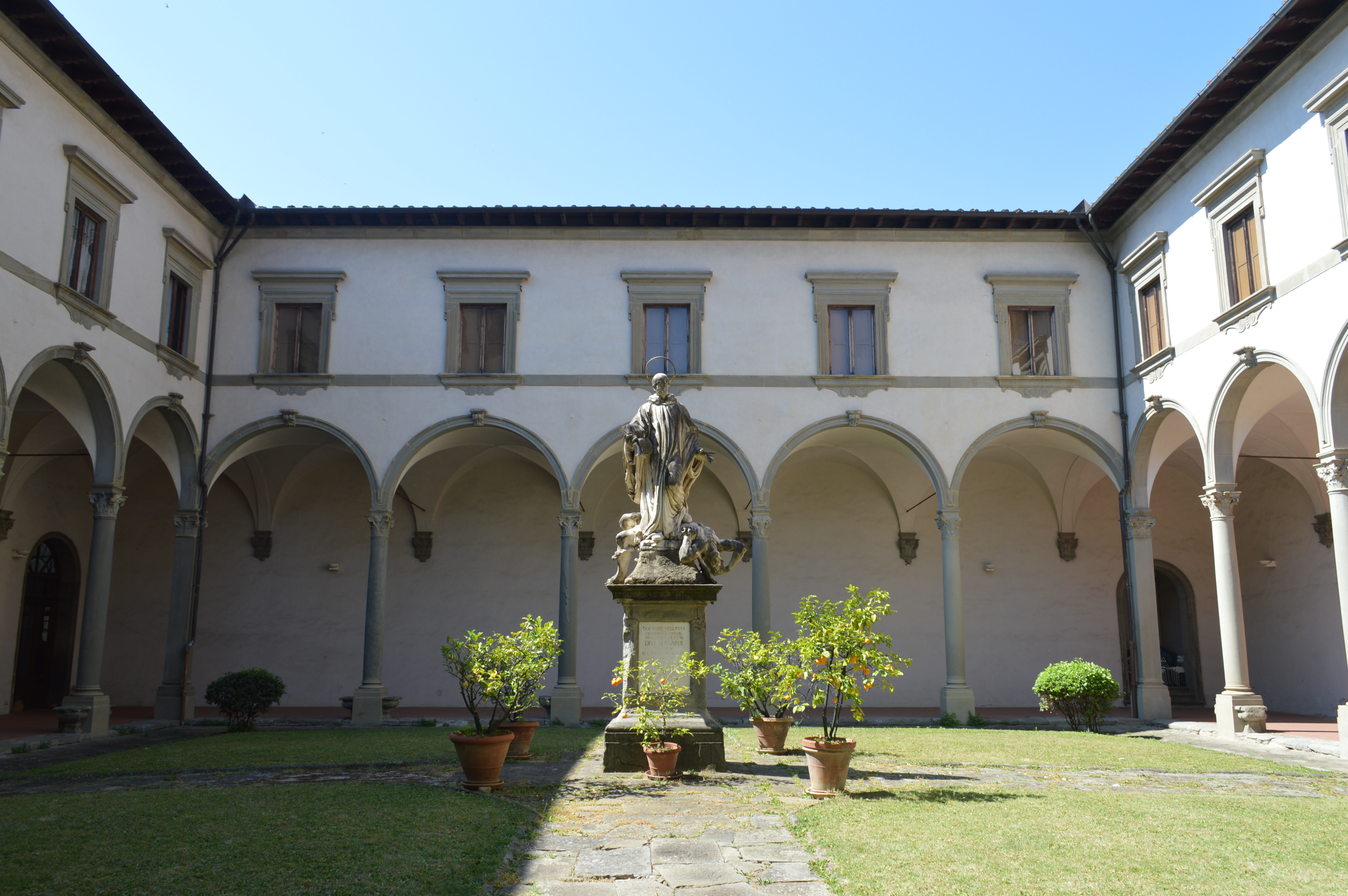
Chiostro di San Bernardo
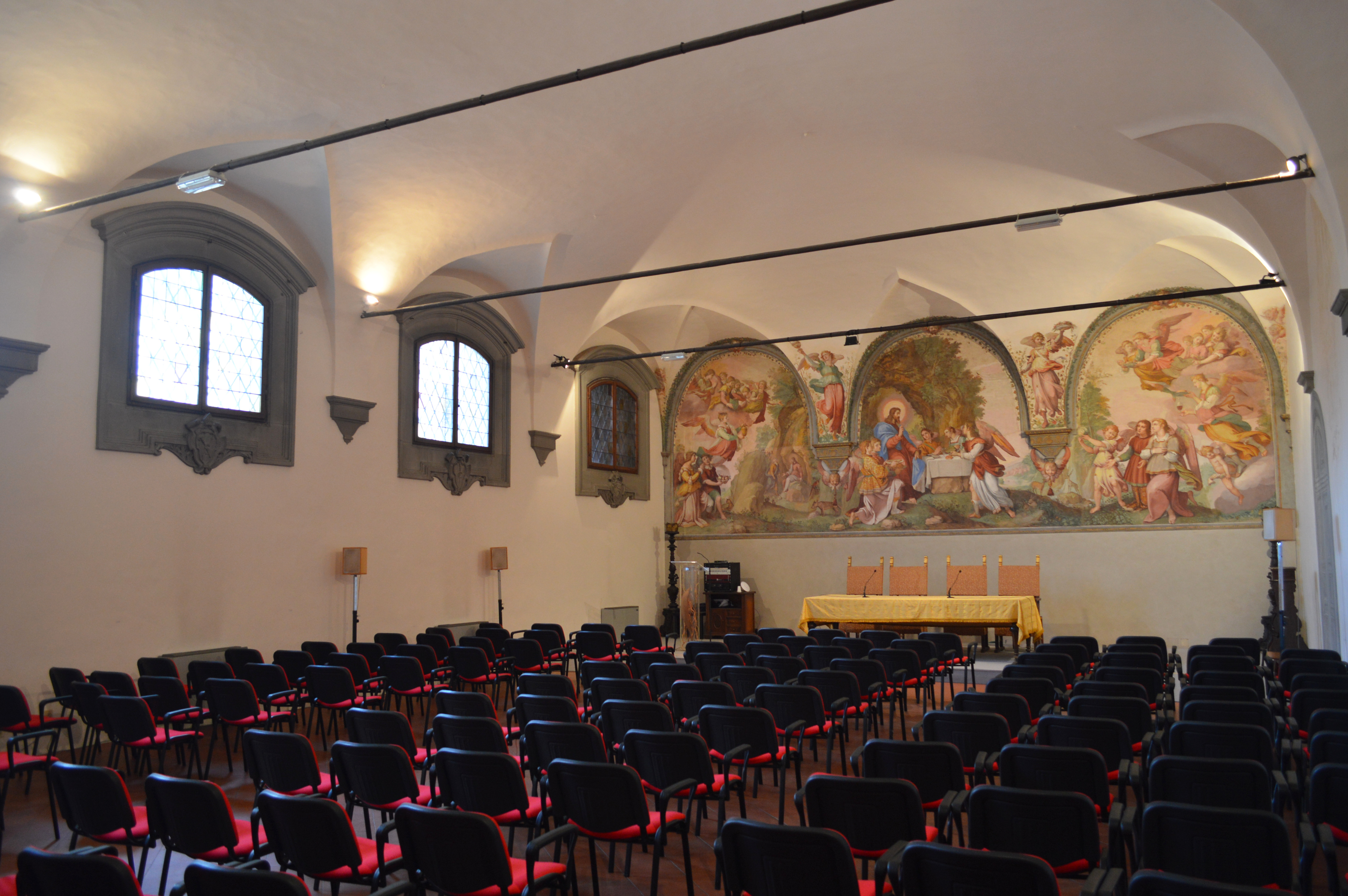
L'aula magna con l'affresco di Bernardino Poccetti
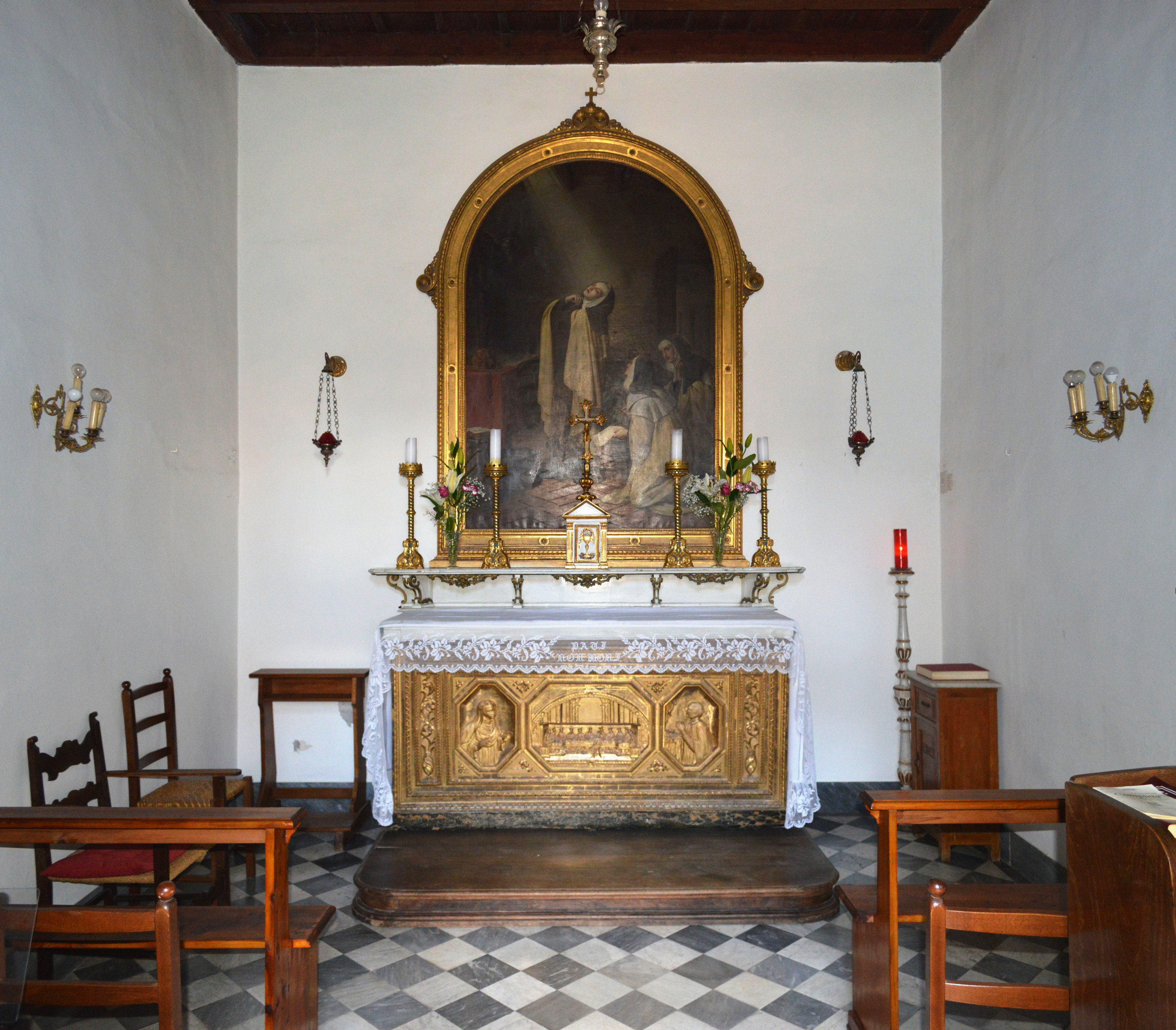
Cella di santa Maria Maddalena de' Pazzi
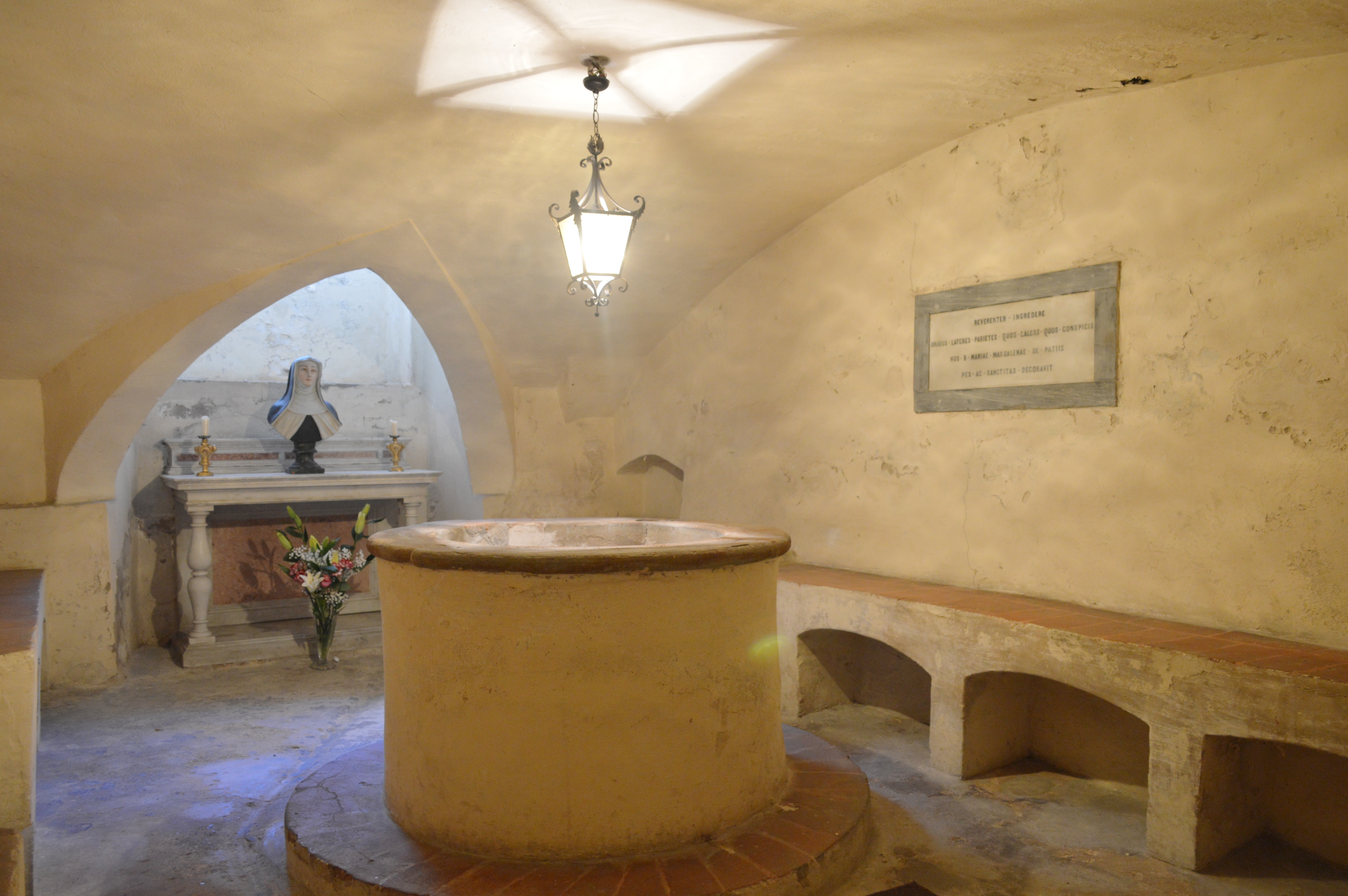
La cripta

## Rettori
- Stefano Manetti (2002-2014)
- Gianluca Bitossi, dal 2014